# Carlos Boozer
Carlos Austin Boozer Jr. (Aschaffenburg, 20 november 1981) is een voormalig Amerikaans basketballer. Hij won met het Amerikaans basketbalteam de bronzen medaille op de Olympische Zomerspelen 2004 in Athene en de gouden medaille op de Olympische Zomerspelen 2008 in Peking. 

## Carrière

### Clubcarrière
Boozer speelde collegebasketbal voor de Duke Blue Devils van 1999 tot 2002. Hij werd als 35e gekozen in de NBA draft van 2002 door de Cleveland Cavaliers. Na twee seizoenen bij de Cavaliers tekende hij als vrije speler bij de Utah Jazz waar hij zes jaar speelde. Hij werd in de zomer van 2010 geruild naar de Chicago Bulls samen met een draftpick voor Mario Austin.
Bij de Bulls speelde hij tot juli 2014 toen zijn contract werd ontbonden maar tekende direct bij de Los Angeles Lakers. Bij de Lakers speelde hij tot in 2015. Hij speelde zijn laatste seizoen in 2016/17 bij het Chinese Guangdong Southern Tigers. In 2018 ging hij spelen in de Big3. Een Amerikaanse 3x3-basketbalcompetitie waarbij er in teams van 3 tegen elkaar wordt gespeeld.

### Nationale ploeg
Als onderdeel van de nationale ploeg nam hij in 2004 deel aan de Olympische Spelen en behaalde een bronzen medaille. In 2008 nam hij opnieuw deel en werd deze keer Olympisch kampioen met de Amerikaanse ploeg.

## Erelijst
- NBA All-Star: 2007, 2008
- All-NBA Third Team: 2008
- NBA All-Rookie Second Team: 2003
- Olympische Spelen: 2008
- Olympische Spelen: 2004

## Statistieken

### Regulier seizoen
| Seizoen      | Team                | WG  | WS  | MPW  | 2P%  | 3P%  | FW%  | RPW  | APW | SPW | BPW | PPW  |
| ------------ | ------------------- | --- | --- | ---- | ---- | ---- | ---- | ---- | --- | --- | --- | ---- |
| 2002/03      | Cleveland Cavaliers | 81  | 54  | 25,3 | 53,6 | 0,0  | 77,1 | 7,5  | 1,3 | 0,7 | 0,6 | 10,0 |
| 2003/04      | Cleveland Cavaliers | 75  | 75  | 34,6 | 52,3 | 16,7 | 76,8 | 11,4 | 2,0 | 1,0 | 0,7 | 15,5 |
| 2004/05      | Utah Jazz           | 51  | 51  | 34,7 | 52,1 | 0,0  | 69,8 | 9,0  | 2,8 | 0,8 | 0,5 | 17,8 |
| 2005/06      | Utah Jazz           | 33  | 19  | 31,1 | 54,9 | 0,0  | 72,3 | 8,6  | 2,7 | 0,9 | 0,2 | 16,3 |
| 2006/07      | Utah Jazz           | 74  | 74  | 34,6 | 56,1 | 0,0  | 68,5 | 11,7 | 3,0 | 0,9 | 0,3 | 20,9 |
| 2007/08      | Utah Jazz           | 81  | 81  | 34,9 | 54,7 | 0,0  | 73,8 | 10,4 | 2,9 | 1,2 | 0,5 | 21,1 |
| 2008/09      | Utah Jazz           | 37  | 37  | 32,4 | 49,0 | 0,0  | 69,8 | 10,4 | 2,1 | 1,1 | 0,2 | 16,2 |
| 2009/10      | Utah Jazz           | 78  | 78  | 34,3 | 56,2 | 0,0  | 74,2 | 11,2 | 3,2 | 1,1 | 0,5 | 19,5 |
| 2010/11      | Chicago Bulls       | 59  | 59  | 31,9 | 51,0 | 0,0  | 70,1 | 9,6  | 2,5 | 0,8 | 0,3 | 17,5 |
| 2011/12      | Chicago Bulls       | 66  | 66  | 29,5 | 53,2 | 0,0  | 69,3 | 8,5  | 1,9 | 1,0 | 0,4 | 15,0 |
| 2012/13      | Chicago Bulls       | 79  | 79  | 32,2 | 47,7 | 0,0  | 73,1 | 9,8  | 2,3 | 0,8 | 0,4 | 16,2 |
| 2013/14      | Chicago Bulls       | 76  | 76  | 28,2 | 45,6 | 0,0  | 76,7 | 8,3  | 1,6 | 0,7 | 0,3 | 13,7 |
| 2014/15      | Los Angeles Lakers  | 71  | 26  | 23,8 | 49,9 | 0,0  | 62,7 | 6,8  | 1,3 | 0,6 | 0,2 | 11,8 |
| Carrière     | Carrière            | 861 | 775 | 31,2 | 52,1 | 7,1  | 72,2 | 9,5  | 2,2 | 0,9 | 0,4 | 16,2 |
| NBA All-Star | NBA All-Star        | 1   | 0   | 19,0 | 46,7 | 0,0  | 0,0  | 10,0 | 0,0 | 0,0 | 0,0 | 14,0 |

### Play-offs
| Seizoen  | Team          | WG | WS | MPW  | 2P%  | 3P% | FW%  | RPW  | APW | SPW | BPW | PPW  |
| -------- | ------------- | -- | -- | ---- | ---- | --- | ---- | ---- | --- | --- | --- | ---- |
| 2006/07  | Utah Jazz     | 17 | 17 | 38,5 | 53,6 | 0,0 | 73,8 | 12,2 | 2,9 | 1,0 | 0,3 | 23,5 |
| 2007/08  | Utah Jazz     | 12 | 12 | 36,8 | 41,5 | 0,0 | 71,4 | 12,3 | 2,8 | 0,5 | 0,2 | 16,0 |
| 2008/09  | Utah Jazz     | 5  | 5  | 37,2 | 52,8 | 0,0 | 77,1 | 13,2 | 2,2 | 1,6 | 0,4 | 20,6 |
| 2009/10  | Utah Jazz     | 10 | 10 | 40,2 | 53,0 | 0,0 | 53,4 | 13,2 | 3,0 | 0,4 | 0,7 | 19,7 |
| 2010/11  | Chicago Bulls | 16 | 16 | 31,7 | 43,3 | 0,0 | 80,0 | 9,7  | 1,8 | 0,6 | 0,4 | 12,6 |
| 2011/12  | Chicago Bulls | 6  | 6  | 33,3 | 42,2 | 0,0 | 71,4 | 9,8  | 3,0 | 0,8 | 0,3 | 13,5 |
| 2012/13  | Chicago Bulls | 12 | 12 | 35,9 | 49,4 | 0,0 | 68,9 | 9,6  | 1,5 | 0,8 | 0,1 | 16,4 |
| 2013/14  | Chicago Bulls | 5  | 5  | 24,2 | 42,6 | 0,0 | 88,9 | 7,8  | 1,0 | 0,2 | 0,0 | 9,6  |
| Carrière | Carrière      | 83 | 83 | 35,4 | 48,3 | 0,0 | 72,6 | 11,1 | 2,3 | 0,7 | 0,3 | 17,1 |